# Leopold Cordier
Heinrich Leopold Cordier (* 14. Juli 1887 in Landau in der Pfalz; † 1. März 1939 in Gießen) war deutscher evangelischer Theologe und Verfasser mehrerer Schriften mit den Schwerpunktthemen Jugend und evangelische Pädagogik und dem evangelischen Kirchenlied.

## Leben
Leopold Cordier war hugenottischer Abstammung. Er studierte nach Einschreibung am 24. Oktober 1906 bis 1908 an der Vereinigten Friedrichs-Universität Halle-Wittenberg und danach jeweils ein Semester in Leipzig, Berlin und Heidelberg evangelische Theologie. In Heidelberg promovierte er zum Doktor der Philosophie und zum Lizenziaten.
1911 war Cordier Militärhilfsprediger in Karlsruhe.

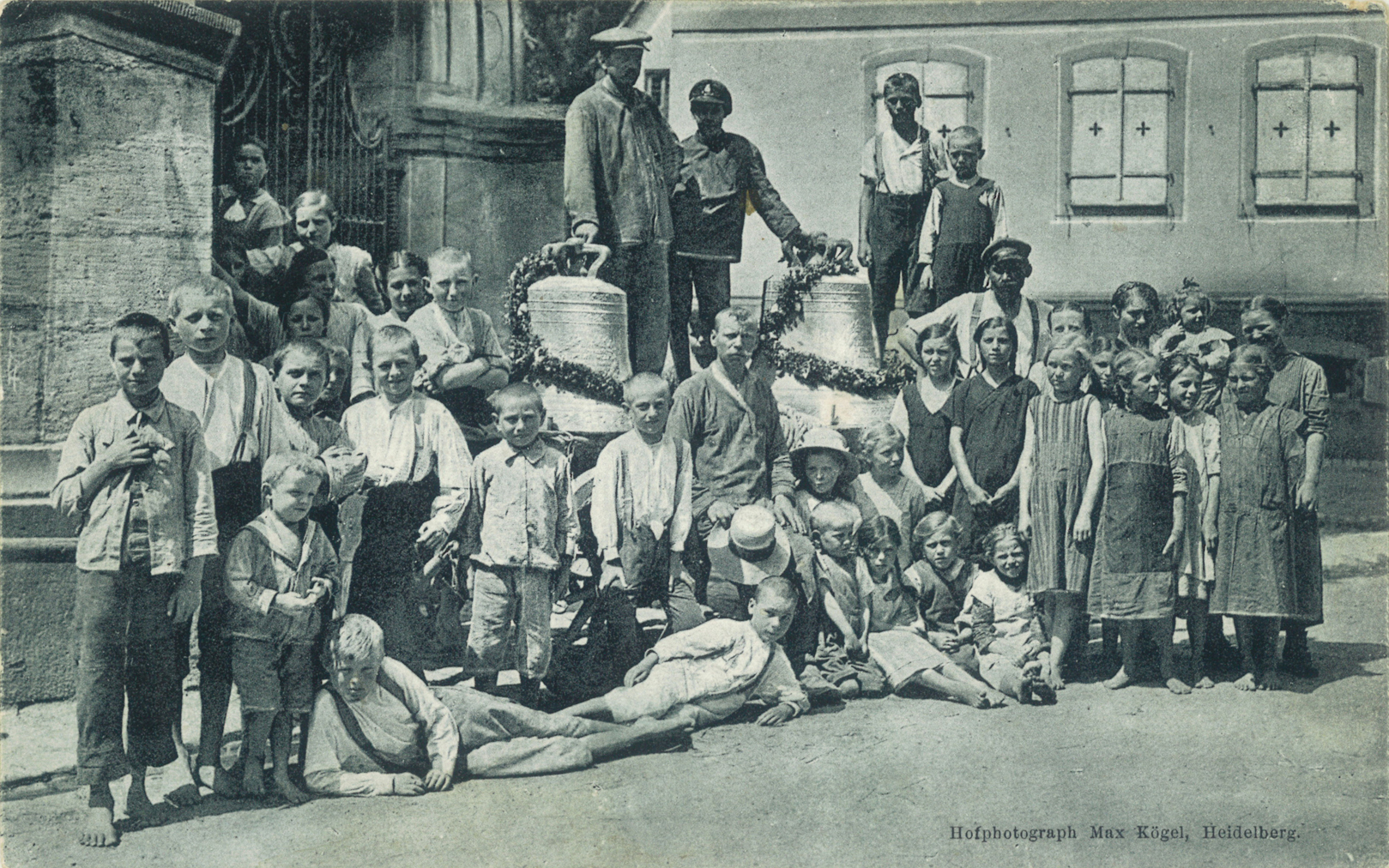
Die Glocken der evangelischen Kirche in Eschelbronn werden zur Einschmelzung für die Kriegsrüstung abgegeben.

Ab 1914 war Cordier evangelischer Pfarrer der Gemeinden Eschelbronn und Neidenstein. Er veröffentlichte ab dem 15. Januar 1916 den Heimatboten, ein monatlich erscheinendes Mitteilungsblatt. Darin berichtete er über das Gemeindeleben in den beiden Gemeinden und verkündete Neuigkeiten über die Teilnehmer und Opfer des Ersten Weltkriegs aus den beiden Ortschaften. Die Glocken der evangelischen Kirche mussten während seiner Amtszeit im Juni 1917 zur Einschmelzung für die Kriegsrüstung abgegeben werden. 1917 wechselte er als Pfarrer nach Frankfurt am Main und 1922 nach Elberfeld. 1925 bekam er die Habilitation erteilt und war als Privatdozent in Bonn tätig.
1926 erhielt er an der Evangelisch-Theologischen Fakultät der Rheinischen Friedrich-Wilhelms-Universität Bonn den Doctor theologiae und den Ehrendoktortitel. Im gleichen Jahr begann er im Sommer als Professor Praktische Theologie an der Hessischen Ludwigs-Universität in Gießen zu lehren, was er bis 1939 tat.
Cordier war außerdem Vorsitzender des Deutschen Hugenotten-Vereins und führendes Mitglied der Evangelischen Kirche in Hessen und Nassau.
Cordier hatte drei Töchter und zwei Söhne. Er starb 1939 an einer Blutvergiftung.

## Evangelische Pädagogik und Jugendarbeit
Cordier war ab 1917 Mitarbeiter des Neulandbunds, einer von Guida Diehl gegründeten christlichen Jugendbewegung. 1921 gründete er mit dem Pfarrer Lange die Christdeutsche Jugend, die sich vom Neulandbund abspaltete und sich „gegen den religiösen Aktivismus ihrer ursprünglichen Zielsetzung und die individualistisch-pietistische Haltung der herkömmlichen Jugendfrömmigkeit“ wandte und „um die Gestaltung reformatorischer Frömmigkeit“ rang. Als Leiter der Bewegung, die später in „Bund Christdeutscher Jugend“ umbenannt wurde, veröffentlichte er von 1921 bis 1934 deren Medium, die Christdeutschen Stimmen. Außerdem war in den 1920er Jahren in der Berneuchener Bewegung aktiv. 1934 wurde die Christdeutsche Jugend auf Druck der Hitlerjugend aufgelöst.
Während seines Aufenthalts in Gießen gründete er das Institut für evangelische Jugendkunde und evangelische Erziehungswissenschaft. Dieses wurde in der Zeit des Nationalsozialismus geschlossen.

## Werke
- Evangelische Pädagogik, Bahn, Schwerin
- Unser Kindergottesdienst, Deutsche Sonntagsschulbuchhandlung, Berlin 1910
- Religiöse Jugenderziehung nach Heinrich Pestalozzi, Beyer, Langensalza 1914
- Jean Jacques Rousseau und der Calvinismus, Beyer & Söhne, Langensalza 1915
- Dichtung und Wahrheit über Luthers Werdegang, Beyer, Langensalza 1917
- Die zehn Gebote, Ecklin, Frankfurt am Main 1920
- Jesus und das Glück, Oranien-Verlag, Herborn 1923
- Katholisch und evangelisch, Buchhandlung des Erziehungsvereins, Elberfeld 1924
- Die religiöse Krisis der Gegenwart, Oranien-Verlag, Herborn 1924

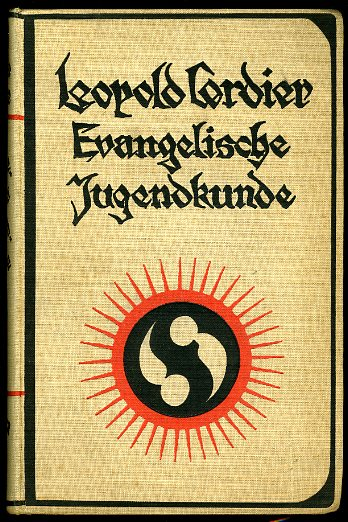
Evangelische Jugendkunde, 1925

- Evangelische Jugendkunde, Bahn, Schwerin 1925
- Was Jugend von der Kirche erwartet, Oranien-Verlag, Herborn 1925
- Quellenbuch zur Geschichte der evangelischen Jugend, Bahn, Schwerin 1925
- Der Kampf um die letzte Schanze, Bahn, Schwerin 1925
- Christdeutsche Jugend, Bahn, Schwerin 1925
- Christdeutsch, Bahn, Schwerin 1926
- Religiöse Jugenderziehung nach Heinrich Pestalozzi, Beyer & Söhne, Langensalza 1927, 2. Aufl.
- Not und Verheißung, Bahn, Schwerin 1927 [Ausg. 1926]
- Evangelische Gemeindejugendarbeit, Bahn, Schwerin 1927
- Die religiöse Not der Jugend unserer Tage, Verlag des Evangelischen Bundes, Berlin 1927
- Der junge Pestalozzi, Bahn, Schwerin 1927
- Der junge August Hermann Francke, Bahn, Schwerin 1927
- Der deutsche evangelische Liederpsalter, ein vergessenes evangelisches Liedergut, Töpelmann, Gießen 1929
- Psalmengesang und Kirchenlied in der Französisch-reformierten Gemeinde zu Frankfurt am Main, Montanus-Druckerei, Berlin 1930
- Hugenottische Familiennamen in Deutschland, Deutscher Hugenottenverein, Berlin 1930
- Christliche Erziehungsgedanken und christliche Erzieher, Bahn, Schwerin 1932 [Ausg. 1931]
- Volk und Staat in der Predigt der Kirche. In: Volk. Staat. Kirche. Ein Lehrgang der Theologischen Fakultät Gießen, Töpelmann, Gießen 1933
- Einer ist unser Meister, Bahn, Schwerin 1934
- Das eigentliche Anliegen in der Kirchenfrage, Bahn, Schwerin 1934
- Was verlor Frankreich mit den Hugenotten?, Wichern-Verlag, Berlin-Spandau [1938]
- Gottes Ruf zur Weihnachtszeit, Bahn, Schwerin 1938
- Die Jugenderziehung vor der Christusfrage, Bahn, Schwerin 1938
- Die Einheit in der Unterweisung des jungen evangelischen Menschen, Burckhardthaus, Berlin-Dahlem 1938